# Federico Brandani
Federico Brandani (Urbino, 1520 – Urbino, 1575) è stato uno scultore italiano, oltre ad essere stato un noto stuccatore appartenente alla scuola manierista.

## Biografia

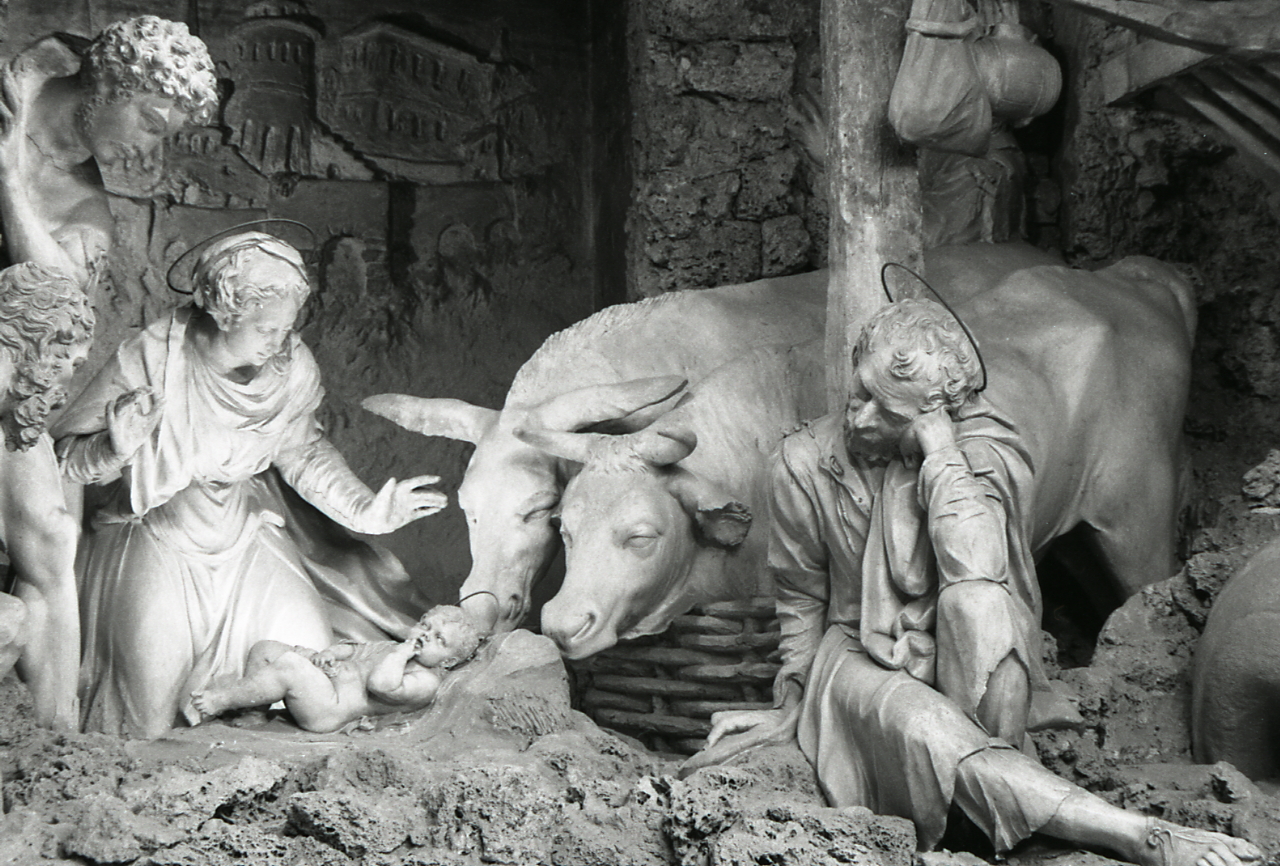
Il presepe dell'Oratorio di San Giuseppe in Urbino (Foto di Paolo Monti del 1975)

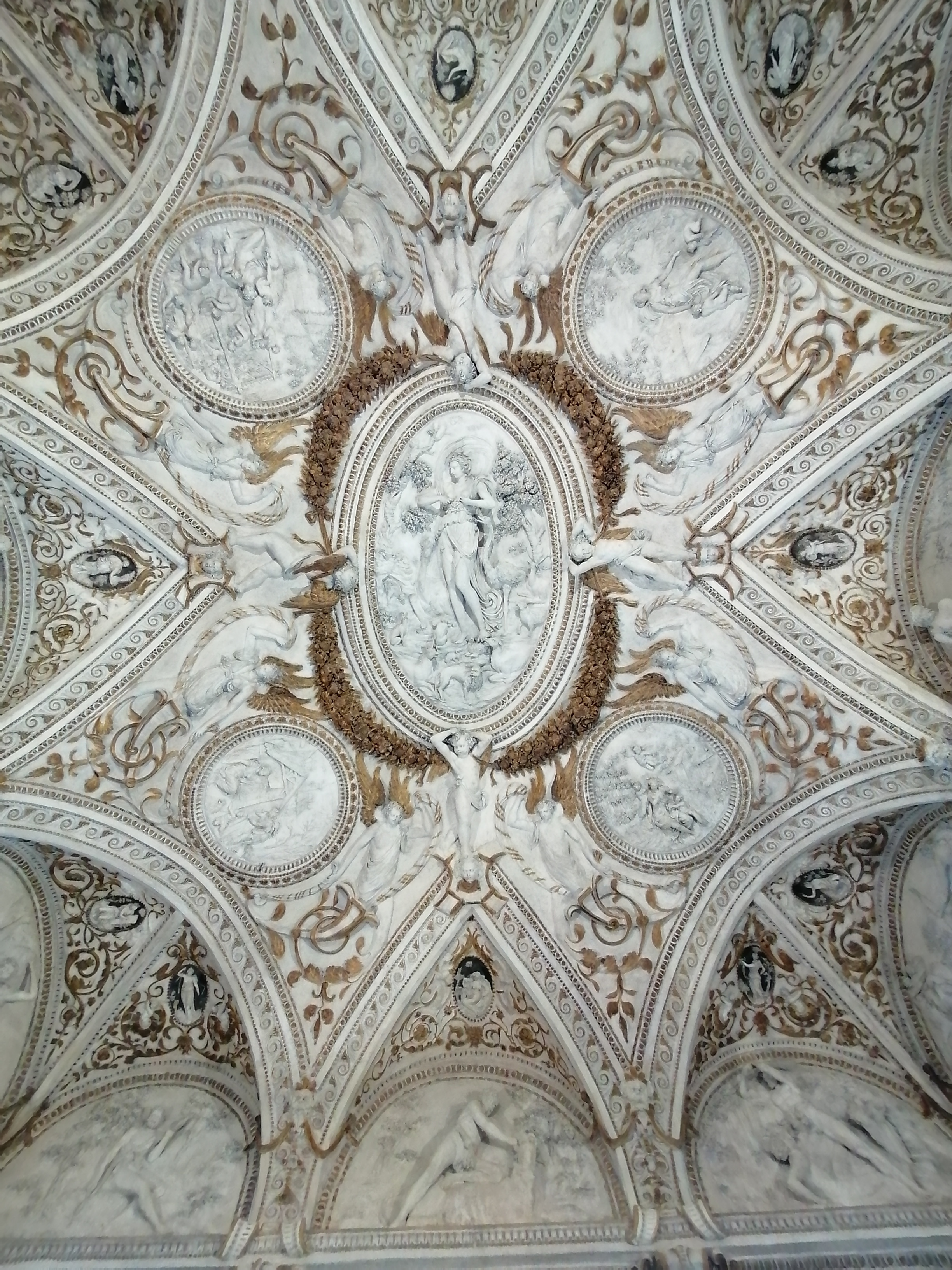
Il soffitto della Sala delle Fatiche di Ercole nel Palazzetto Baviera di Senigallia.

Allievo di Giovanni Maria Mariani di Casteldurante, sotto la cui guida dal 1538 al 1541 si formò nell'arte a maiolica.
In occasione del matrimonio di Guidobaldo II della Rovere con Vittoria Farnese, nel 1548 Brandani collaborò assieme ad altri artisti, tra i quali Ludovico Carracci, per impreziosire il Palazzo Ducale di Pesaro. Tra il 1551 e il 1553 lavorò per conto del Papa Giulio III alle fontane di Villa Giulia a Roma.
Fino al 1560 fu impegnato nel Palazzo Ducale di Urbino in una serie di decorazioni a stucco; tra le opere conservate si possono ammirare il catino della cappella, il soffitto della "sala della preghiera" costituito da cinque riquadri imperniati da temi profani.
Sempre nella città di Urbino, Brandani si segnalò per i bassorilievi alla chiesa di Santa Caterina, il Presepe per l'oratorio di San Giuseppe, considerato uno dei suoi capolavori, costituito da scene della natività rappresentate da figure di stucco a dimensione umana, e i lavori alla Cattedrale su commissione del vescovo Felice Tiranni.
Verso la metà degli anni Cinquanta del secolo venne ingaggiato dal vescovo di Urbino mons. Felice Tiranni  per importanti decorazioni anche alla sua dimora patrizia: Palazzo Tiranni-Castracane in Cagli. Il ciclo di stucchi della preziosa volta della sala con la Vittoria alata al centro si ritiene eseguito nel 1555 mentre la complessa alzata della caminiera del salone d'onore è datata 1571..
Fra il 1560 e il 1562  al Palazzo Rocca di Fabriano, mentre dal 1562 al 1564 lavorò nel Palazzo Ducale di Pesaro, e nello stesso periodo accettò l'invito dei Savoia per eseguire una serie di lavori nei castelli di Fossano e Rivoli. Nel 1566 operò al Palazzetto Baviera presso Senigallia, dove esegui la sontuosa decorazione dei soffitti di cinque sale.
Verso gli ultimi anni della sua vita lavorò nella cappella dei Duchi d'Urbino alla Basilica della Santa Casa di Loreto, terminata nel 1569 ma giudicata subito da Federico Zuccari, di un gusto classicista troppo arcaico, quasi ancora quattrocentesco, tanto che Guidobaldo II della Rovere, probabilmente al fine di modernizzare in senso cinquecentesco la cappella chiamò nel 1571 lo scultore che eseguì tra quell'anno ed il seguente 1572 gli stucchi della volta. Poco più tardi, dopo il 1574, eseguì decorazioni nel Castello Brancaleoni a Piobbico, per conto di Antonio II di Monaldo.
A Urbino tenne anche scuola di plastica, e fra i suoi allievi più noti vi furono Marcello Sparzo e Fabio Viviani, nel corso degli anni '60 del 1500.
Considerato un seguace del manierismo ispirato agli schemi toscani e romani per quanto riguarda i figurati, resi ancora più eleganti grazie ad una tecnica a vibrati.
Se traspare una evidente influenza correggesca, negli ornati non manca la derivazione delle "grottesche" romane e in generale Brandani risente e riflette la tradizione quattrocentesca urbinate, imperniata su Piero della Francesca.